# Krasnyj Prospekt
Krasnyj Prospekt (Russisch: Красный Проспект) is een station van de metro van Novosibirsk. Het station maakt deel uit van de Leninskaja-lijn en werd geopend op 7 januari 1986 als noordelijk eindpunt van het eerste metrotracé in de stad. Het metrostation bevindt zich in het centrum van Novosibirsk, onder de Krasnyj Prospekt (Rode Laan), waaraan het zijn naam dankt. In de omgeving van het station bevinden zich onder andere overheidsinstellingen, de Hemelvaartskathedraal, het circus en de belangrijkste markt van de stad. Station Krasnyj Prospekt vormt een overstapcomplex met het aangrenzende station Sibirskaja op op Dzerzjinskaja-lijn.
Het station is ondiep gelegen en beschikt over een perronhal met ronde zuilen. De wanden en vloeren zijn bekleed met rood en roze marmer. De verlichting geschiedt door in drie rijen opgehangen matte lampen aan het plafond. In het midden van het eilandperron leiden trappen naar een verbindingstunnel naar station Sibirskaja. Aan de uiteinden is het perron door trappen verbonden met de twee ondergrondse stationshallen. Boven laatstgenoemde trappen zijn bas-reliëfs aangebracht die drie soldaten van het Rode Leger respectievelijk het symbool van de Sovjet-Unie, de hamer en sikkel, uitbeelden. De noordelijke lokettenzaal geeft directe toegang (met roltrappen) tot het perron van station Sibirskaja en heeft vier uitgangen op de hoeken van de kruising van de Krasnyj Prospekt en de Oelitsa Gogolja (Gogolstraat). De zuidelijke lokettenzaal heeft twee uitgangen op de kruising van de Krasnyj Prospekt en de Oelitsa Krylova (Krylovstraat).